# یلوه تاهیتی
یلوه تاهیتی (نام علمی: Gallirallus pacificus) نام یک گونه منقرض‌شده از سرده یلوه‌های استرالیا-آرام است.